# Virgilio Ferrari
Virgilio Ferrari (Pordenone, 9 marzo 1888 – Milano, 12 giugno 1975) è stato un medico e politico italiano, il secondo sindaco di Milano dopo la Liberazione.

## Biografia
Figlio dei lombardi Achille Ferrari, sostenitore garibaldino, e Giuseppa Giorgi, nacque a Pordenone. Studiò a Como, poi, ottenuta una borsa di studio, alla Regia Scuola Superiore di Veterinaria, a Milano, che concluse a pieni voti nel 1904. Vinto un concorso, nel 1908 iniziò a lavorare presso il macello di Fiume. Si dimise già nel 1909, per iscriversi all'Università degli Studi di Pavia, Facoltà di Medicina e Chirurgia. Si laureò a pieni voti con Camillo Golgi, nel 1914. Divenne assistente volontario di Carlo Forlanini.
Medico tisiologo, fu per quasi un quarantennio primario del Sanatorio "Vittorio Emanuele III" di Garbagnate Milanese. Ferrari fu anche medico clinico nel quartiere di Vialba (guadagnandosi l'appellativo di "dottore dei poveri", in quanto curava gratuitamente i più poveri), e docente di Tisiologia all'Università degli Studi di Milano, nonché presidente del Pio Istituto dei Rachitici. Si fece una fama nello studio delle malattie polmonari.
Nel 1919 fondò la Lega dei Medici Socialisti.
Antifascista, nel 1931 venne arrestato per aver favorito la fuga in Francia di Filippo Turati e dovette scontare un periodo di confino.
Nel novembre 1944 venne arrestato nella sua casa milanese da un drappello delle brigate nere di Bollate, nell'ambito di un rastrellamento del personale ospedaliero di Garbagnate. Ferrari venne brevemente internato nel carcere di San Vittore, per poi essere trasferito nel campo di concentramento di Bolzano; molto probabilmente anche in quel luogo dovette svolgere l'attività di medico.
Iscritto al Partito Socialista Italiano, nel 1946 entrò come consigliere nel primo consiglio comunale di Milano nella storia della Repubblica Italiana (consiglio precedentemente designato, nel 1945, dal Comitato di Liberazione Nazionale, con sindaco Antonio Greppi, successivamente confermato da elezioni il 7 aprile 1946). Nel 1947, passato al Partito Socialista Democratico Italiano, divenne assessore all'igiene.
Nel giugno 1951 fu eletto sindaco di Milano, succedendo a Greppi. Taciturno e riservato, l'opposto del suo predecessore, nel 1956 venne riconfermato per un secondo mandato, restando in carica fino al 21 gennaio del 1961.
Cattolico, accusato dai detrattori di conservatorismo e di essere un uomo di destra nei socialisti, Ferrari caratterizzò invece la sua amministrazione, oltre che da buona parte della ricostruzione della città distrutta dai bombardamenti della Seconda guerra mondiale, dal rilancio di Milano tramite importanti infrastrutture, come la metropolitana milanese, costruita principalmente nel periodo del suo mandato, e il rinnovamento dell'aeroporto di Milano-Linate.
In seguito si candidò alla Camera dei deputati nelle Elezioni politiche del 28 e 29 aprile 1963, ottenendo 6035 preferenze che non bastarono per la sua elezione. Però nel febbraio 1964, quando un altro medico milanese, Pietro Bucalossi, dovette lasciare il posto da deputato poiché eletto sindaco della città meneghina, Virgilio Ferrari subentrò al suo posto e divenne deputato, sempre per il PSDI, nella IV legislatura, fino alla sua fine nel giugno 1968.
Morì alla Casa di Riposo Comunale di via dei Panigarola 14, dove era ricoverato. Per questa ragione la Casa di Riposo viene poi chiamata "Virgilio Ferrari" in memoria dell'ex Sindaco; venne tumulato nel Civico Mausoleo Palanti, nel Cimitero Monumentale di Milano; il suo nome è iscritto al Famedio del medesimo cimitero.